# Blagoja Parovića
La rue Blagoja Parovića (en serbe cyrillique : Благоја Паровића) est une rue de Belgrade, la capitale de la Serbie, située dans la municipalité urbaine de Čukarica.
Le nom de la rue est un hommage à Blagoje Parović (1903-1937), un communiste yougoslave mort pendant la Guerre d'Espagne.

## Parcours
La rue Blagoja Parovića naît à la hauteur de la rue Požeška. Globalement, tout au long de son parcours, elle s'oriente vers le sud-est. Elle croise les rues Petra Lekovića (à gauche) et Trešnjevka (à droite) puis traverse la rue Žarkovačka. Elle laisse ensuite sur sa droite la rue Beogradskog bataljona et aboutit dans la rue Kneza Višeslava.

## Éducation et culture
La Faculté d'éducation physique et sportive de l'université de Belgrade se trouve dans la rue, au n° 156, ainsi qu'un Musée de la culture physique, installé dans les bâtiments de la faculté. La Maison des étudiants de Košutnjak, construite en 1963, est située à la même adresse.
La galerie atelier Pale, créée en 1990, qui vend des tableaux et réalise aussi des encadrements, est située au n° 25,.

## Transports
Trois lignes de bus de la société GSP Beograd desservent la rue, soit les lignes 23 (Karaburma II – Vidikovac), 53 (Zeleni venac – Vidikovac) et ADA1 (Trg republike - Vidikovac). Une station du métro léger de Belgrade, située sur la ligne 3, appelée Sava, est prévue dans la rue[réf. nécessaire].